# Нова Башта
Нова Башта (словац. Nová Bašta, угор. Egyházasbást) — село, громада в окрузі Рімавська Собота, Банськобистрицький край, Словаччина. Кадастрова площа громади — 13,18 км². Населення — 483 особи (за оцінкою на 31 грудня 2017 р.).
Перша згадка 1267 року.

## Населення
| Рік:            | 1994. | 2004.    | 2014.   | 2024.   |
| --------------- | ----- | -------- | ------- | ------- |
| Кількість осіб: | 607   | 529      | 505     | 498     |
| Різниця:        |       | -12,85 % | -4,53 % | -1,38 % |

| Рік:            | 2023. | 2024.   |
| --------------- | ----- | ------- |
| Кількість осіб: | 500   | 498     |
| Різниця:        |       | -0,40 % |